# TV3 (Catalogne)
Pour les articles homonymes, voir TV3.
TV3 est une chaîne de télévision publique catalane en Espagne. Appartenant au groupe Televisió de Catalunya, division de la Corporació Catalana de Mitjans Audiovisuals (CCMA), elle est la deuxième chaîne régionale établie dans le pays après ETB 1 (chaîne de télévision basque), et la première à diffuser exclusivement en catalan.

## Présentation
Cette chaîne généraliste accorde une place importante à l'information, au divertissement et à la culture régionale, et met l'accent sur le développement des productions en langue catalane. 
Televisió de Catalunya (division à laquelle appartient TV3) possède également 4 chaînes de plus qui émettent aussi dans toute la Catalogne et en catalan : Esport 3 (uniquement consacré aux sports), El 33 (destiné à la diffusion de films documentaires), SX3 (chaîne destinée à diffuser des programmes pour les enfants) et 3/24 (uniquement diffusion de nouvelles et de programmes d'information).

## Histoire
TV3 a commencé ses émissions d'essai le 10 septembre 1983, mais ses émissions régulières ont commencé quelques mois plus tard, le 16 janvier 1984. TV3 a été la première chaîne de télévision à être diffusée uniquement en catalan.
En 1985, TV3 a étendu sa couverture à Andorre, en Catalogne Nord, et en communauté de Valence. Un an plus tard, TV3 a inauguré son nouveau siège, une installation de 4.5-hectares à Sant Joan Despí, près de Barcelone.
Depuis 1987, TV3 a diffusé une seconde chaîne audio sur presque toutes les séries et les films en langue étrangère avec l'audio d'origine du programme, d'abord en utilisant le système Zweikanalton, puis maintenant avec Nicam. Les séries et les films locaux sont habituellement diffusés en NICAM stéréo, bien que parfois une piste d'audiodescription pour les téléspectateurs aveugles et malvoyants est également disponible.
En 1988, TV3 a commencé un processus de décentralisation, d'abord avec des programmes de radiodiffusion avec de l'aranais pour le Val d'Aran et, un an plus tard, en ouvrant des bureaux à Tarragone, Gérone, et Lérida, et en créant les Telenoticies Comarques, un programme de nouvelles régionales diffusées simultanément dans quatre différentes éditions, une pour chacune des quatre provinces catalanes.

## Programmes
TV3, en tant que service public, est une chaîne généraliste. Dans le domaine informatif, TV3 a trois éditions (Telenoticies) : les TN Migdia, TN Vespre, TN Comarques et TN Cap de Setmana, les nouvelles du matin dans leur quatrième chaîne uniquement consacrée aux nouvelles 3/24 et la première partie d'Els matins.
Ses premières émissions datent de 1983 ; certaines des plus populaires sont : Ventdelplà, Plats Bruts, Dinamita, El Cor de la Ciutat, Temps de Silenci, La Cosa Nostra, Les Teresines, Una Altra Cosa, Cracòvia, Polònia ou Merlí.

## Identité visuelle

### Logos

Logo de TV3 du 10 septembre 1983 au 31 décembre 1992
Logo de TV3 depuis le 9 mai 2005
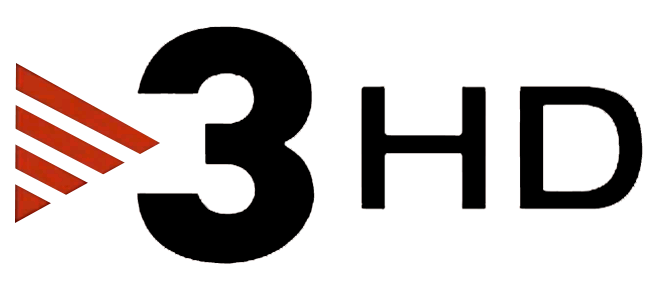
Logo de TV3 HD depuis le 23 avril 2007

### Slogans
- 2008-2010 : « Més a TV3 »
- 2010–2014  « Aquí, TV3 »
- 2013–2014 : « D'aqui endavant »
- 2014–2015 : « És com, TV3 »
- 2015-2016 : « Com tu vols »
- 2016-2017 : « Et vull veure »
- 2017-2019 : « Somriu »
- Depuis 2020 : « Sempre teva »

## Siège
Le siège de Televisió de Catalunya est situé à Sant Joan Despí qui se trouve dans la province de Barcelone. Il est réparti dans plusieurs bâtiments où sont situés les bureaux de chaque chaîne, les centres de service et de contrôle, le centre de production audiovisuelle et le centre de production des services d'information.
TV3 dispose également d'un bureau central à Barcelone et de quatre centres de production à Gérone, Lleida, Tarragone et au Val d'Aran. En outre, elle possède des bureaux à Madrid, Bilbao, Perpignan et Valence, et a des correspondants à Andorre-la-Vieille, Bruxelles, Paris, Londres, Washington DC, Jérusalem et Pékin.

## Diffusion
Elle est reçue en Andorre, dans le département français frontalier des Pyrénées-Orientales et dans une partie de l'Aragon. Une déclinaison à vocation internationale de la chaîne, TV3 CAT, est diffusée par voie hertzienne dans les îles Baléares, ainsi qu'en streaming sur internet et sur certains réseaux câblés et internet.

## Audiences télévisuelles
Depuis 2009, TV3 est leader d'audiences en Catalogne.
L'audience moyenne annuelle est passée de 16,6 % en 2007 à 11,4 % en 2016.
En octobre 2017, la chaîne a atteint un pourcentage de 17,3 % d'audience, ce qui l'a amenée à obtenir son maximum depuis mars 2007, se plaçant huit points de La Sexta, qui occupait la deuxième place. TV3 s'est vue favorisée par le suivi informatif des conséquences du référendum du 1er octobre 2017.